# Wimbledon Park (metrostation)
Wimbledon Park is een station van de metro van Londen aan de District Line. Het metrostation, dat in 1889 is geopend, ligt dicht bij Wimbledon Park.

## Geschiedenis
De London and South Western Railway (L&SWR) bouwde de zijlijn tussen East Putney en Wimbledon voor stoptreindiensten naar de dorpen op de zuidoever van de theems. De District Railway bereikte in 1880 de oever van de theems en met de Fulham Railway Bridge werd ze verbonden met de zijlijn naar Wimbledon. L&SWR verhuurde tijdsvakken op de spoorlijn aan de District Railway die vanaf de opening van de Fulham Railway Bridge op 3 juni 1889 ten zuiden van de theems doorreed naar Wimbledon. De eigen stoptreinen van L&SWR begonnen op 1 juli 1889 met de diensten van en naar Clapham Junction via Point Pleasant Junction. In 1905 werd de lijn als laatste deel van de District Railway geëlektrificeerd en sinds 27 augustus 1905 rijdt de metro met elektrische tractie. Op 4 mei 1941 beëindigde de Southern Railway, rechtsopvolger van L&SWR, de stoptreinen door Wimbledon Park. Hoewel er sindsdien sprake was van een zuiver metrobedrijf werd de lijn pas op 1 april 1994 eigendom van de Underground.
Destijds lag er een plan voor de Chelsea and Hackney Line waarvan het zuidelijke deel zou worden gevormd door de lijn door Wimbledon Park. In de 21e eeuw wordt het traject nog steeds gebruikt door de South Western Railway voor omleidingen bij incidenten en overbrenging van leeg materieel. Daarnaast rijden dagelijks drie diensten in de vroege ochtend tussen Waterloo en Wimbledon over de lijn zonder onderweg te stoppen. Af en toe rijden ook werktreinen en losse locomotieven via Wimbledon Park. Op 18 juni 2012 werd Surrey cricketspeler Tom Maynard op de vlucht voor de politie in de buurt van het station geëlektrocuteerd en geraakt door een metrostel. In 2018 werd aangekondigd dat het station tegen 2022 toegankelijk zou zijn voor rolstoelgebruikers als onderdeel van het, £ 200 miljoen kostende ombouwprogramma, om het aantal rolstoeltoegankelijke stations te vergroten.

## Ligging en inrichting
Het station ligt aan Arthur Road dicht bij de kruising met Melrose Avenue aan de oostkant van het naamgevende park. Het ligt ongeveer 200 meter ten westen van het depot van South Western Railway aan Durnsford Road. Het bakstenen gebouw kent op straatniveau een toegang voor reizigers en een kiosk. Het gebouw staat op de kop van het eilandperron tussen twee bruggetjes over de sporen, de toegang is met een trap verbonden met het perron in de uitgraving.